# Michalis Mouroutsos
Michalis Mouroutsos (n. 29 februarie 1980, Atena, Grecia) este un taekwondist ce a reprezentat Grecia, medaliat olimpic. A participat la 2 ediții ale Jocurilor Olimpice (2000, 2004) în care a câștigat o medalie de aur.